# Breezy Point (Minnesota)
Breezy Point ist eine Kleinstadt (mit dem Status „City“) im Crow Wing County im nördlichen Zentrum des US-amerikanischen Bundesstaates Minnesota. Das U.S. Census Bureau hat bei der Volkszählung 2020 eine Einwohnerzahl von 2.574 ermittelt.

## Geografie
Breezy Point liegt am nordwestlichen Ufer des Pelican Lake auf 46°36′07″ nördlicher Breite und 94°12′56″ westlicher Länge. Die Stadt erstreckt sich über 42,89 km², die sich auf 34,19 km² Land- und 8,7 km² Wasserfläche verteilen.
Benachbarte Orte von Breezy Point sind Pequot Lakes (an der westlichen Stadtgrenze), Jenkins (13 km nordwestlich), Crosslake (16,8 km nordöstlich), Merrifield (16,3 km südlich) und Nisswa (13,4 km südwestlich).
Die nächstgelegenen größeren Städte sind Minneapolis (236 km südsüdöstlich), Minnesotas Hauptstadt Saint Paul (254 km in der gleichen Richtung), Eau Claire in Wisconsin (382 km südöstlich), Duluth am Oberen See (196 km östlich) und Fargo in North Dakota (232 km westlich).
Die Grenze zu Kanada befindet sich 285 km nördlich.

## Verkehr
Westlich von Breezy Point verläuft in Nord-Süd-Richtung die Minnesota State Route 371; östlich der Stadt verläuft parallel die Minnesota State Route 6. Bei allen Straßen innerhalb des Stadtgebiets handelt es sich um untergeordnete Landstraßen, teils unbefestigte Fahrwege sowie innerörtliche Verbindungsstraßen.
Mit dem Brainerd Lakes Regional Airport befindet sich 33,5 km südlich von Breezy Point ein kleiner Regionalflughafen. Der nächste Großflughafen ist der 259 km südsüdöstlich gelegene Minneapolis-Saint Paul International Airport.

## Geschichte
In den 1920er Jahren wurde auf dem Gebiet der heutigen Stadt ein Resort errichtet. Die umliegende Gegend wurde zunehmend dichter besiedelt, sodass 1939 gemäß dem Namen des anliegenden Sees das „Village of Pelican Lakes“ gegründet wurde.
Da der Name Pelican Lakes zu einer Reihe von Verwechslungen mit ähnlich lautenden Lokalitäten führte, wurde im Jahr 1969 eine Änderung des Namens beschlossen. Im Jahr 1970 erfolgte die Umbenennung in Breezy Point.
Im Jahr 1974 wurde Breezy Point wie allen inkorporierten Gemeinden in Minnesota der Status „City“ verliehen.

## Demografische Daten
Nach der Volkszählung im Jahr 2010 lebten in Breezy Point 2346 Menschen in 904 Haushalten. Die Bevölkerungsdichte betrug 68,6 Einwohner pro Quadratkilometer. In den 904 Haushalten lebten statistisch je 2,6 Personen.
Ethnisch betrachtet setzte sich die Bevölkerung zusammen aus 98,7 Prozent Weißen, 0,3 Prozent Afroamerikanern, 0,3 Prozent amerikanischen Ureinwohnern, 0,2 Prozent Asiaten sowie 0,1 Prozent aus anderen ethnischen Gruppen; 0,6 Prozent stammten von zwei oder mehr Ethnien ab. Unabhängig von der ethnischen Zugehörigkeit waren 0,3 Prozent der Bevölkerung spanischer oder lateinamerikanischer Abstammung.
27,9 Prozent der Bevölkerung waren unter 18 Jahre alt, 58,6 Prozent waren zwischen 18 und 64 und 13,5 Prozent waren 65 Jahre oder älter. 49,3 Prozent der Bevölkerung war weiblich.
Das mittlere jährliche Einkommen eines Haushalts lag bei 53.750 USD. Das Pro-Kopf-Einkommen betrug 29.703 USD. 7,3 Prozent der Einwohner lebten unterhalb der Armutsgrenze.